# Agapetus segovicus
Agapetus segovicus är en nattsländeart som beskrevs av Schmid 1952. Agapetus segovicus ingår i släktet Agapetus och familjen stenhusnattsländor. Inga underarter finns listade i Catalogue of Life.